# Dscherge-Tal (Landgemeinde)
Dscherge-Tal (kirgisisch Жерге-Тал айыл аймагы) ist eine Landgemeinde (ajyl aimagy) im Rajon Naryn des Oblus Naryn in Kirgisistan. Sie besteht aus den Dörfern Dscherge-Tal (kirgisisch Жерге-Тал), Dschalgys-Terek (kirgisisch Жалгыз-Терек) und Kysyl-Dschyldys (kirgisisch Кызыл-Жылдыз). Das Verwaltungszentrum ist das Dorf Dscherge-Tal. Im Jahr 2009 hatte die Landgemeinde 5228 Einwohner. Bis 2021 wuchs die Einwohnerzahl auf 5970.
Das Gebiet der Landgemeinde liegt etwas nördlich von Dschan-Bulak und nordwestlich der Stadt Naryn.
| Dorf            | Einwohner (2009) | Einwohner (2021) |
| --------------- | ---------------- | ---------------- |
| Dschalgys-Terek | 1157             | 1270             |
| Dscherge-Tal    | 2814             | 3454             |
| Kysyl-Dschyldys | 1257             | 1382             |